# Abaza (cidade)

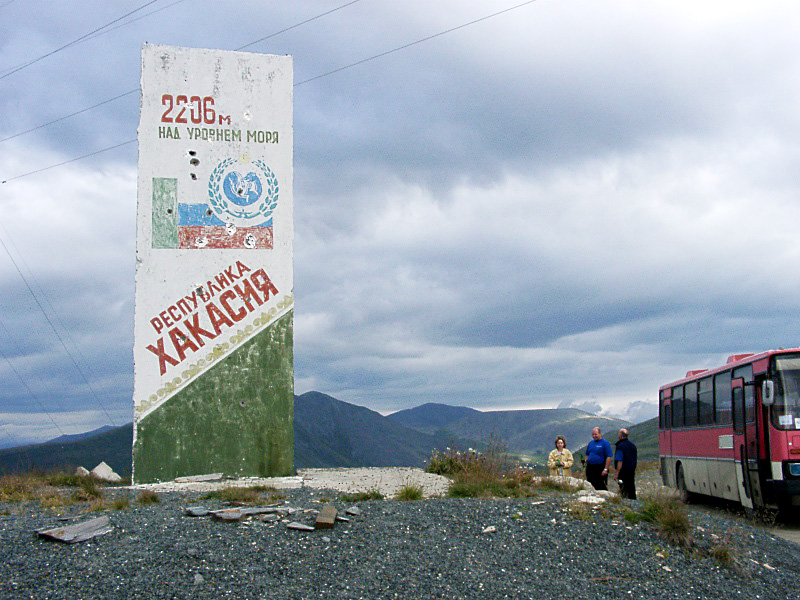
Abaza

Abaza (em russo:  Абаза́) é uma cidade na República de Cacássia, na Rússia, com uma população estimada de 17 500 habitantes em 2005. A cidade foi fundada em 1856, e se desenvolveu devido a grande quantidade de jazidas de minério de ferro; a extração ainda é importante atividade para a economia local.